# Bumvertising
Il Bumvertising (dall'inglese "to bum", fare il senzatetto e "advertising", pubblicità) è una modalità di economia informale che consiste nel retribuire un senzatetto per mostrare un annuncio pubblicitario.
Il sito internet "Bumvertising" che pubblicizzava questo tipo di pubblicità fu lanciato nell'agosto del 2005 da Benjamin Rogovy, un imprenditore ventiduenne che dava lavoro ai senzatetto nella città americana di Seattle, Washington, per tenere cartelli con scritto l'URL del suo sito web sul quale far incontrare giocatori di poker online.
Nelle zone molto trafficate, come ad esempio gli incroci stradali, molti mendicanti tengono in mano un cartello che descrive la loro condizione dolorosa ma la maggior parte delle persone che vi passano davanti non danno loro alcuna elemosina. Ciò per un inserzionista potrebbe essere una risorsa preziosa per raggiungere un'enorme quantità di persone. Il senzatetto mostrerà abitualmente il cartello per pochi soldi o per un po' di cibo in cambio, con un notevole risparmio economico per l'inserzionista. La spesa richiesta per far sì che un mendicante mostri un cartello del genere è molto più bassa rispetto al salario minimo da dare ad un uomo che porti in giro un cartellone pubblicitario o indossi un abito caratteristico.
A volte, i senzatetto possono essere vittime di pubblicità passiva o aggressiva da parte delle imprese commerciali. Ad esempio, quando alcune città ospitano raduni di senzatetto (come il Project Homeless Connect di Minneapolis), alcune imprese potrebbero sponsorizzare l'evento e distribuire vestiti o accessori con il proprio logo. Infatti come risultato di ciò, al centro di Minneapolis è possibile scovare molti senzatetto che indossano t-shirt di Caribou Coffee e cappellini di Target.
I sostenitori dei senzatetto accusano Rogovy di strumentalizzare i poveri e si sono offesi particolarmente per l'uso della parola "bum" che è solitamente considerata un dispregiativo.
Rogovy fu parodiato durante un'intervista dal corrispondente Dan Bakkedahl il 20 settembre 2005 in un episodio del The Daily Show. Il Bumvertising ha ricevuto commenti tutt'altro che comici nei blog, nei giornali e nei programmi televisivi di tutto il mondo. Ne ha parlato molto recentemente un gruppo di esperti di marketing al The Gruen Transfer, un popolare programma australiano di marketing.